# Gérard Jaffrès
Pour les articles homonymes, voir Jaffrès.
Gérard Jaffrès, né le 15 décembre 1956 à Saint-Pol-de-Léon (Finistère), est un auteur-compositeur-interprète et musicien franco-belge, originaire de Bretagne.
Sa musique se caractérise par un mélange de rock celtique et de chanson française aux accents folk, en lien avec la Bretagne. Artiste de scène, issu du rock, il a enregistré son quinzième album solo (dont un en public) en 2025. Il réalise des tournées dans sa Bretagne natale et également en Belgique, où il habite depuis 1973.

## Biographie

### Enfance et formation
Gérard Jaffrès naît en 1956 à Saint-Pol-de-Léon dans le Finistère. Il vit dans le quartier de Kelou Mad.
À quinze ans, il étudie le dessin industriel au lycée Kerichen à Brest et apprend la guitare au contact des autres lycéens..
Il joue principalement le répertoire folk breton (Alan Stivell, Tri Yann) et la musique pop (Deep Purple, Led Zeppelin) en vogue en cette année 1972.

### Carrière

#### Musicien de rock 'n' roll

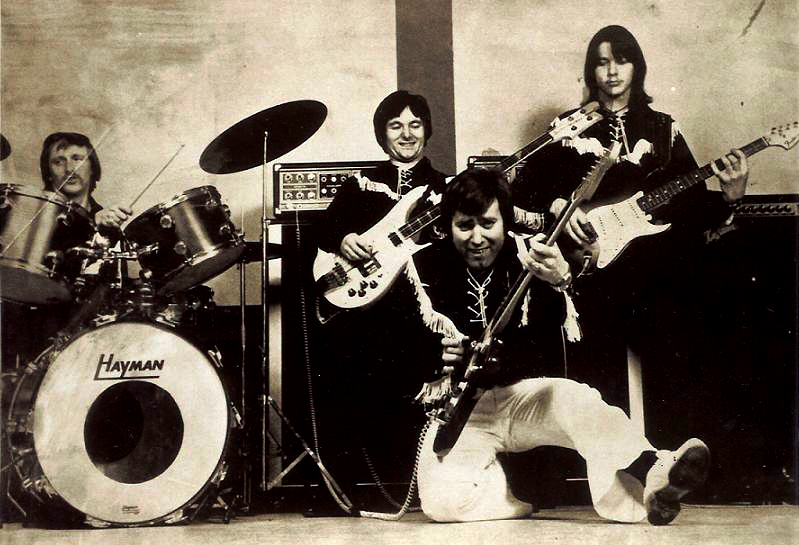
Bassiste dans l'orchestre du rockeur belge Burt Blanca.

Dans une interview, il déclare avoir été recruté à seize ans par Burt Blanca. Le groupe étant basé à Bruxelles, il les suit en Belgique. Gérard Jaffrès arrive en Belgique en 1973. Au départ remplaçant pour 3 semaines, l'aventure durera 11 années. Burt Blanca lui apprend le métier et Gérard Jaffrès devient musicien professionnel. Il y côtoie tous ceux qui firent la légende d'une musique associée à la liberté et à la jeunesse ; Chuck Berry, Bill Haley, Vince Taylor, Johnny Hallyday, Eddy Mitchell, Dick Rivers, Gary Glitter, Little Richard, Johnny Clegg. Il joue en Belgique, aux Pays-Bas, au Luxembourg, en France, en Allemagne et en Afrique du Sud.
Dans une interview, il déclare avoir quitté le groupe après une tournée en Afrique du Sud non-payée.

#### Début de carrière solo

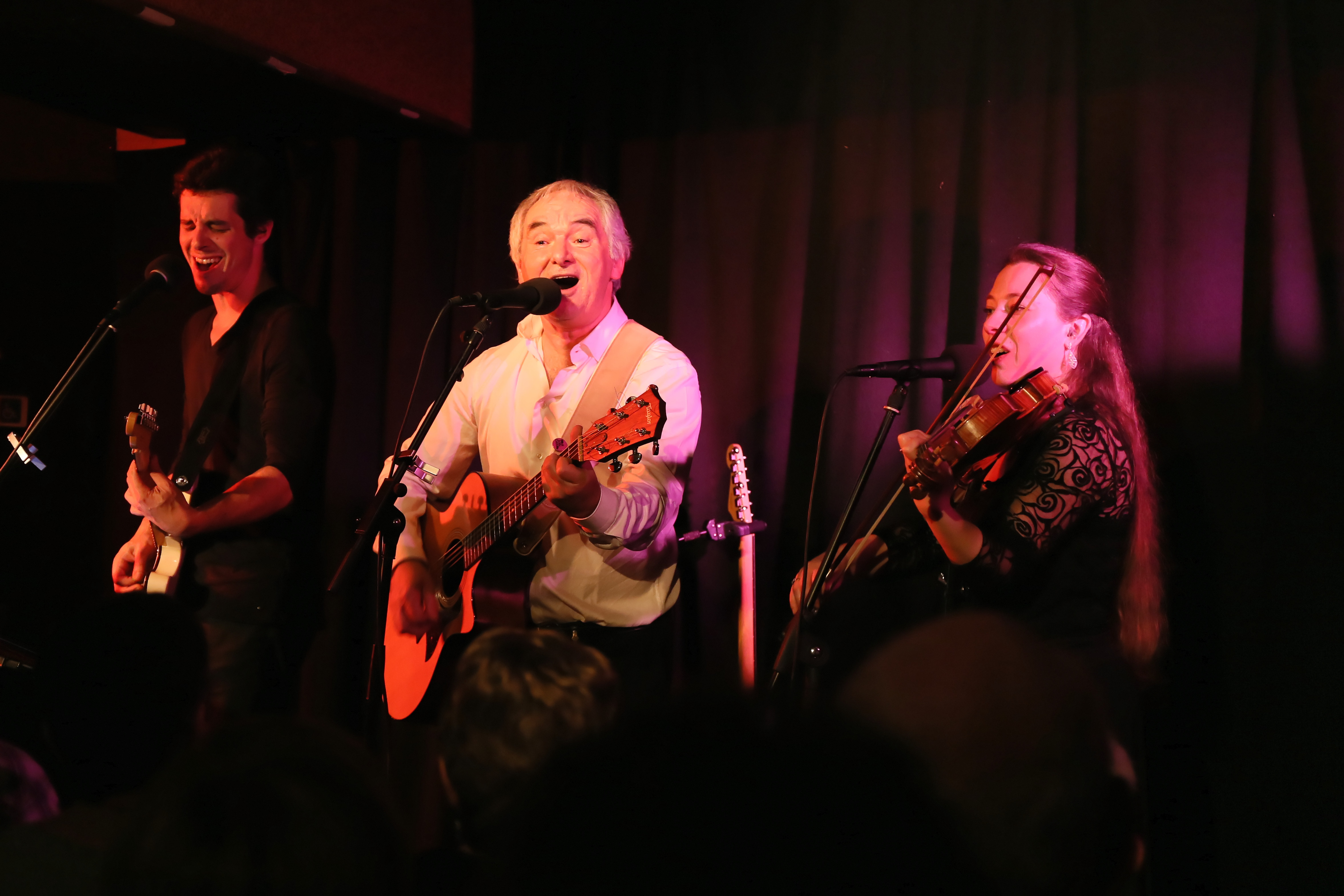
Entouré de musiciens, il joue dans le café chantant de Langan près de Rennes (ici en 2015).

Dans une interview, il déclare avoir commencé ses premiers concerts en 1985 dans le quartier de Kerguedal.
Il signe un contrat d'artiste chez Vogue et commence une carrière solo en formant son propre groupe, avec notamment Mark Flemal à la batterie et Jean-Marie Troisfontaines aux claviers, deux musiciens avec qui il jouait dans The Klaxons. 
En 1985, il obtient le premier prix « tremplin » de France 3 avec Belle. Il commence à jouer dans différents concerts.
En 1989, il écrit la chanson Café du Phare, qui sort sous le nom de Au café du port avec une musique composée par Pascal Bosmans.
En 1991, il sort son premier album intitulé Capitaine de Galère (d).
En 1993, il compose et écrit les paroles de son CD Les soldats de Pierre (d).

#### «Au creux de ma terre»: la Bretagne en chansons

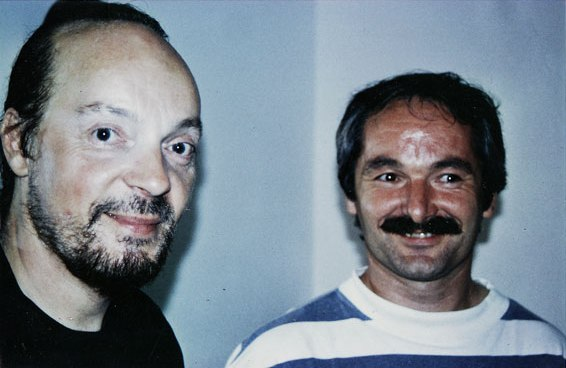
Rencontre avec Alan Stivell en 1992.

Gérard Jaffrès se produit à deux reprises aux Tombées de la nuit, en 1995 et 1996.
En 1995, il s'éloigne de sa maison de disques et « vogue » seul. Il crée sa maison de production (Kelou Mad) et sort un nouvel album, Kérichen 72, qui est un retour à ses racines bretonnes et à ses souvenirs d'enfance. Le public accroche, il obtient son premier disque d'or grâce à cet album. C'est désormais devant des milliers de personnes qu'il chantera La Maison sur les dunes, titre avec lequel Jean-Marie Nicolas réalise le clip, de façon à promouvoir son album en France, mais aussi en Belgique, aux Pays-Bas et en Allemagne.

Kelou Mad Production

En 1997, il sort Les années baluches, compilation de ses 45 tours des années 1980 (Monsieur de Paris, Le Vieux Sébastien, J'veux plus rêver ou encore À l'Encre de Chine) et quelques inédits comme Des guitares sonnent. L'année suivante sort chez Tonican en Belgique et Coop Breizh en France le single Au café du port, un chant de marin dont le single est certifié disque de platine. L'album est écoulé à 250 000 exemplaires.
En 1999, il sort l'album Au creux de ma terre. L'album se vend jusqu'à 50 000 exemplaires de son album, un record pour le chanteur. Depuis 1999, il se produit aux Fêtes de Wallonie. Cette même année, il est choisi pour être l'un des représentants de la Belgique au concours de l'Eurovision.
Début 2000, en Belgique sort une compilation appelée Couleur Bretagne. En avril il se produit au cabaret Vauban à Brest.

#### «Jaffrèsmania»: tournées celtiques

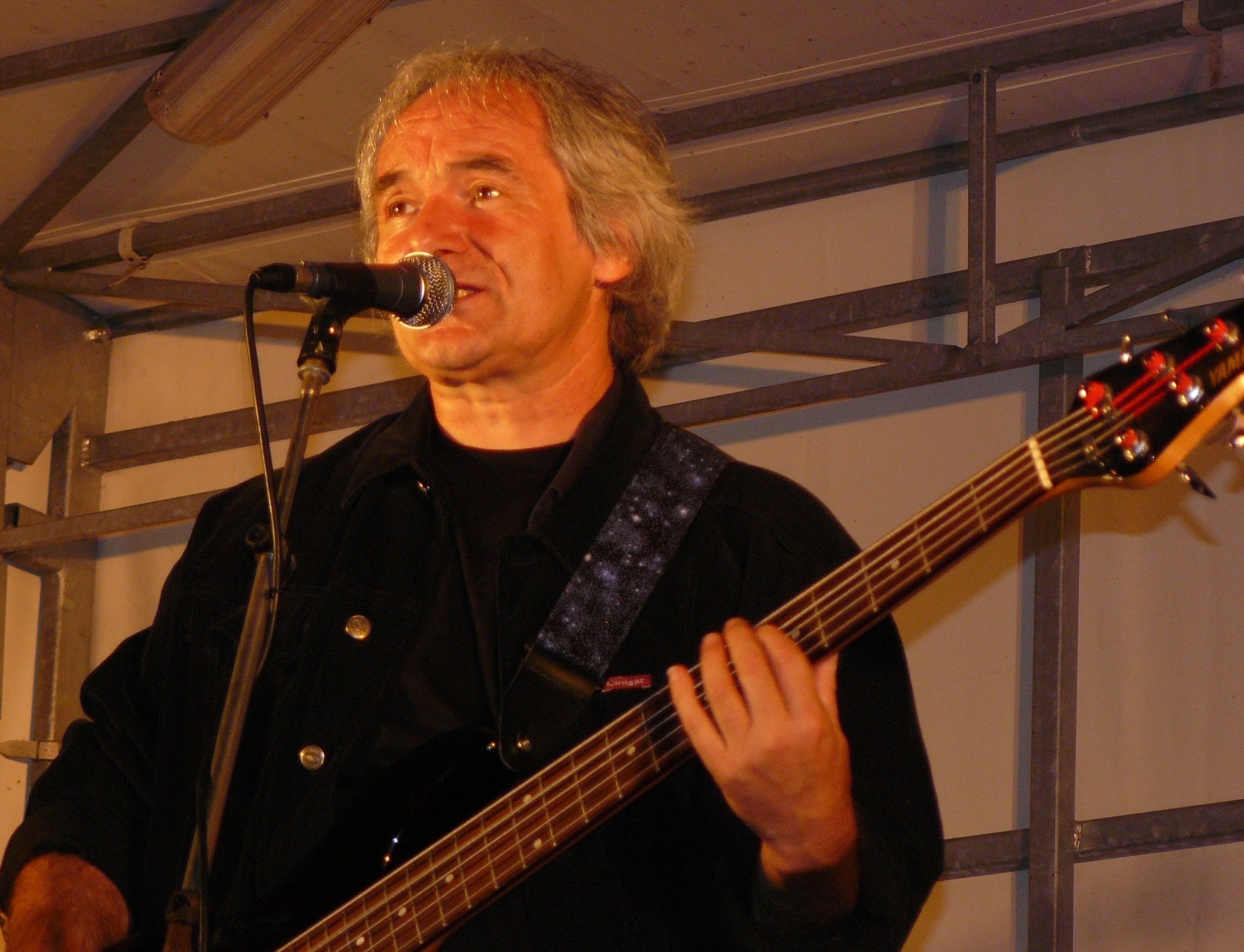
Le chanteur à Locmariaquer (Morbihan) en 2007.

Gérard Jaffrès chante le Léon dont il est originaire.
Ses influences musicales se rejoignent pour donner un rock celtique, mélange de musique bretonne et de chansons françaises rythmées[réf. nécessaire].
En 2001, il sort son 6e album Le fou de bassan. L'album contient des chansons bretonnes et une reprise du chant traditionnel Wallon La P'tite Gayole.
Il participe en avril 2001 aux Nuits Celtes à Liège en compagnie de Tri Yann et Gilles Servat. L'année suivante, après avoir chanté en Bretagne où ses concerts déclenchent chaque été la même « Jaffrèsmania » d'après la presse et en Wallonie, dont les Francofolies de Spa où sont programmés De Palmas et Yannick Noah, en 2002 d'autres régions de France le découvrent (Normandie, Massif central, Nord de la France). Il est sollicité dans des plateaux télévisés de la Belgique francophone, sur la RTBF[réf. nécessaire].
Viennent en 2003 deux nouveaux albums. Viens dans ma maison, qui est une sorte de best of, avec trois chansons inédites (Petit marin de bois, Viens dans ma maison, Les sonneurs de Bagad) dans lequel il y ajoute deux reprises de chansons bretonnes (Tri Martolod, La Jument de Michao) et une reprise du chant de marin Santiano. Le 2e album, Chansons bretonnes et celtiques, est sorti uniquement en Belgique. Il édite pour les musiciens un livre de partitions de ses chansons.
En 2005, il entraîne ses fans dans son 8e album intitulé Le beau voyage au cœur d’une variété rock celtique. On y croise des personnages typés tels qu'Océane, la jolie Breizh-îlienne, Youenn le marin ou encore Maëllo. Ce CD connaît le même succès qu'Au creux de ma terre. Il reste même en tête des ventes de CD en Bretagne. À chaque tournée bretonne, il attire plus de 50 000 spectateurs.
À l’invitation de Renaud, il participe en février 2006 au concert de soutien à Íngrid Betancourt (otage franco-colombienne) organisé à Louvain-la-Neuve, en Belgique, aux côtés d'Hugues Aufray, Gilles Servat, Calogero, etc.. En septembre, il participe au Beau Vélo de Ravel (Yves Duteil et Cré Tonnerre également à l'affiche). Peu après, lors des Fêtes de Wallonie à Namur, le chanteur reçoit un disque d'or pour avoir vendu 50 000 exemplaires de ses derniers albums.
C'est en 2007 que sort son 9e album intitulé Mon pays t'attend, dont le titre fait référence non pas à la Belgique mais à son Finistère natal. Il y situe ses souvenirs d'enfance ou de premier groupe, ses histoires d’amours et ses préoccupations pour la Bretagne (les cafés qui ferment, la transmission de la culture). Quand la mélancolie est perceptible, l'humour s'ajoute aux chansons tendres et énergiques. Il conserve la puissance du rock mais tend à travers ses textes les grandes voiles noires et blanches qui flottent toujours en lui.

#### «Le nouvel âge»: compilations, concerts anniversaires

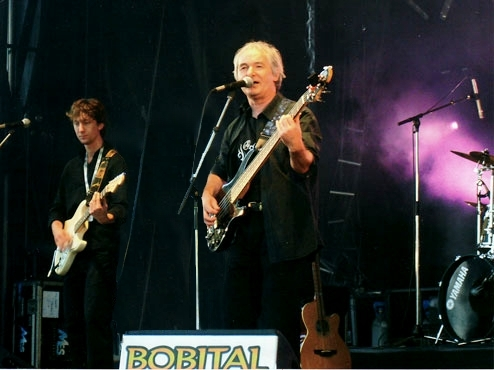
Gérard Jaffrès et son fils Julien en 2008 au festival de Bobital (Côtes-d'Armor).

2008 marque le retour aux sources du chanteur avec la sortie de son 10e album, Nos premières années ; un mélange de ses premiers succès et de nouvelles compositions, exclusivement rock ou folk. Pas de musique celtique mais du rock typé des années 1960 et de la chanson française. Il obtient un prix coup de cœur au grand prix du disque du Télégramme. La tournée 2008 est passée dans toute la Bretagne avec entre autres le Festival des Terre-Neuvas à Bobital (cent mille festivaliers) jusqu'en Côte d'Azur avec une dizaine de dates entre Marseille et Cassis (première partie de Celtic Legends dans les arènes d'Eyguières, Carnoux). Vint ensuite la tournée automnale en Belgique (1re partie du groupe Slade à La Hulpe, Fêtes de Wallonie).
L'été 2009, il se produit le long des côtes (Semaine du Golfe en Morbihan, festival Mouezh ar Gelted, Saint-Brieuc) puis dans les terres belges à Nivelles, Écaussinnes, Beau vélo de Ravel... Un  DVD et un CD live sortent en juin 2010, à partir d'un concert enregistré le 17 février 2010 à Bruxelles et obtiennent dès leur sortie du succès au niveau du public belge et breton, diffusé sur les chaines régionales. Côté musical, le DVD comprend une sélection de 23 chansons des huit albums précédents et une chanson inédite (Le nouvel âge). Lettre à mon amie est interprétée en duo avec Alec Mansion (Léopold Nord). La tournée s'étend jusqu'en Corrèze, à Toulouse[réf. nécessaire].
En juin 2012, l'album Mystérieuses landes présente douze nouvelles chansons, dédiées cette fois-ci à la Bretagne méridionale, sur une musique inspirée par les danses bretonnes. La Route du rhum est une chanson consacrée aux navigateurs qui réalisent des courses en solitaire,
. Le 14 décembre 2013, l'artiste belge d'adoption fête ses 40 ans de présence en Wallonie, lors d'un concert au cours duquel il est rejoint sur scène par le leader de l'orchestre rock de ses débuts, Burt Blanc, et qui se termine par sa fête d'anniversaire, étant né le 15 décembre. Radio bonheur édite deux compilations comportant quelques inédits, en 2013 et 2015, écoulées à 10 000 exemplaires.
En 2013, il donne un concert à Woluwe-Saint-Lambert.

#### Nouveaux albums

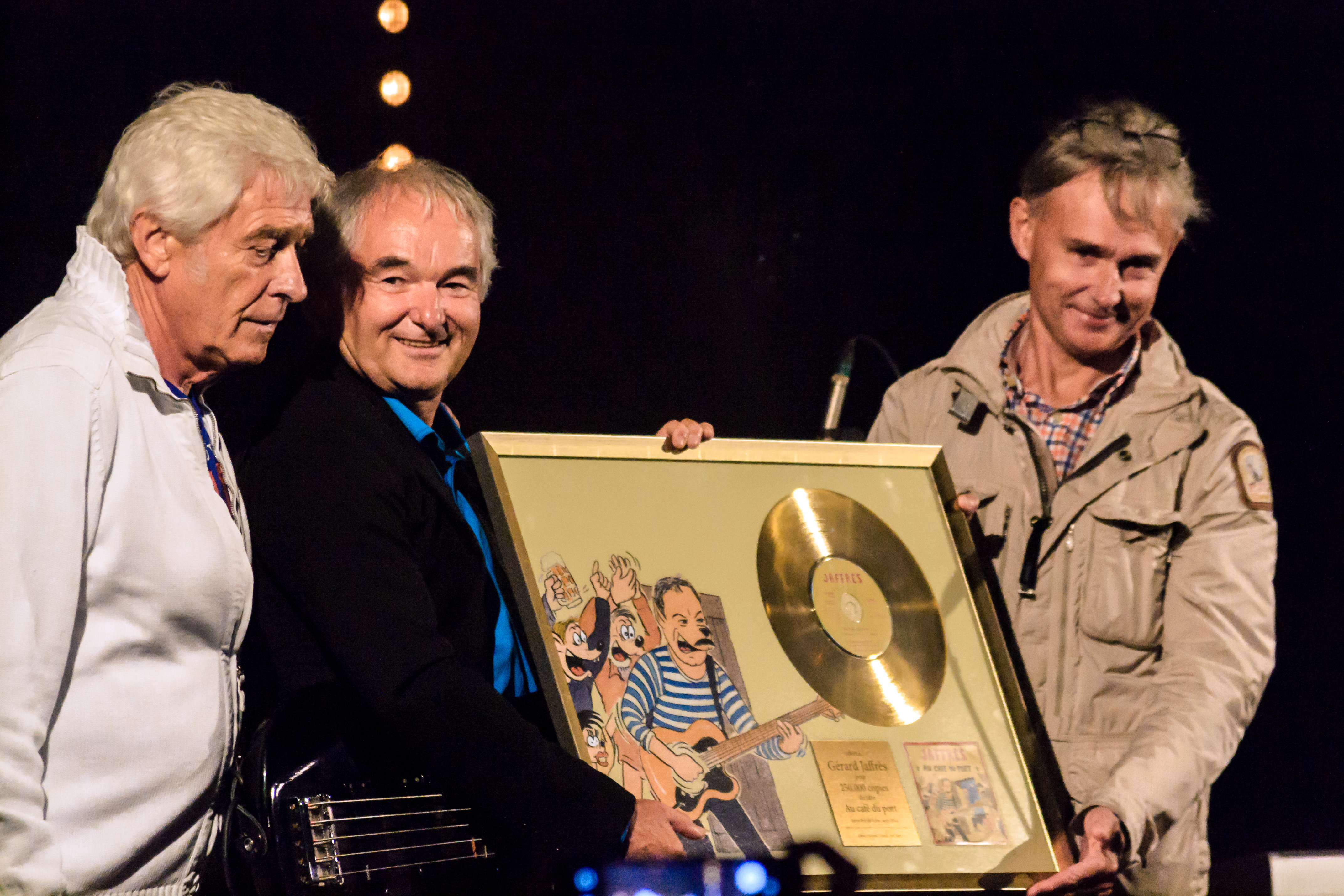
Disque de platine reçu en 2016.

Le 20 mai 2016, douze nouveaux titres sont dévoilés dans un 12e album studio, Je sais d'où je viens. La chanson éponyme est un texte écrit par le poète belge Carlo Masoni, originaire d'Italie et en situation de clandestinité lors du régime nazi. Les autres textes sont écrits par l'artiste, liés à ses souvenirs d'enfance, son exil en Belgique ou des histoires d'amour. Musicalement, il s'agit à nouveau d'un mélange de ses diverses influences, avec l'aide de son fils pour la production. Au port de Saint-Pol-de-Léon, il reçoit des mains du maire et du producteur Jan Neef un disque de platine pour le single Au café du port.
En 2018, il se produit devant plus de 450 spectateurs au Triskell.
En mai 2020, il publie l'album « 2020 » au moment de la pandémie du Covid, avec des textes appelant à profiter du bon temps, donner de son temps bénévolement ou réfléchir à l'avenir dans ce « nouveau monde » (Ar bed kozh a zo maro, « le vieux monde est mort », en sous-titre de la chanson 2020),.
En 2024 il réalise une tournée marquant ses 50 ans de carrière. Le quatorzième album original de Gérard Jaffrès, La fille du soleil, le garçon de la pluie, est sorti en avril 2025. Cet opus rend notamment hommage à sa ville natale, Saint-Pol-de-Léon, avec la chanson en breton Kastell Paol.

### Vie de famille
Dans une interview, il déclare s'être installé en Belgique parce que sa femme en est originaire. Son fils Julien joue de la guitare électrique.

## Discographie

### Partitions et Paroles
- Fabuleuses chansons de Gérard Jaffrès, 2003, Coop Breizh[56]